# Kroatisch Democratisch Centrum
Het Kroatisch Democratisch Centrum (Kroatisch: Hrvatski demokratski centar; afgekort HDC) is een politieke partij in Kroatië.

## Geschiedenis
Tijdens de laatste parlementsverkiezingen, op 23 november 2003, was het Kroatisch Democratisch Centrum deel van een alliantie met de Kroatische Democratische Boerenpartij, maar de HDC behaalde geen zetels.
De partijleider is Pravorad Čubrić, de tweede partijleider is Šime Troskot.